# Новозагорско
 Тази статия е за историко-географската област.  За общината вижте Нова Загора (община).  
Новозагорско е историко-географска област в Южна България, около град Нова Загора.
Територията ѝ съвпада приблизително с някогашната Новозагорска околия – днешната община Нова Загора, основната част от община Твърдица (без селата Боров дол, Бяла паланка, Жълт бряг и Шивачево от Сливенско), както и селата Гледачево, Ковачево, Маца, Овчарци и Полски Градец в община Раднево, Биково и Младово в община Сливен, Конаре в община Гурково, Руманя в община Стара Загора, Едрево в община Николаево и Светлина в община Тополовград. Разположена е в най-източния край на Средна гора и съседните части на Горнотракийската низина и Стара планина. Граничи с Еленско на север, Сливенско и Ямболско на изток, Харманлийско на юг и Старозагорско и Казанлъшко на запад.